# Apostolische Gemeinschaft (Freikirche)
Die Apostolische Gemeinschaft ist eine evangelische Freikirche und Abteilung innerhalb der Kirche Jesu Christi. Sie ist eine Abspaltung der Neuapostolischen Kirche und hat ihre Wurzeln in den katholisch-apostolischen Gemeinden. Die Gemeinschaft wurde am 25. Januar 1955 in Düsseldorf gegründet. Auslöser war der Ausschluss des Bezirksapostels Peter Kuhlen sowie der Apostel Siegfried Dehmel und Ernst Dunkmann aus der Neuapostolischen Kirche. Die Apostolische Gemeinschaft ist als e. V. organisiert und im Vereinsregister der Stadt Düsseldorf eingetragen. Derzeit gehören ihr in Deutschland knapp 3.000 Mitglieder in 36 Gemeinden an. Ein für Freikirchen eher unterdurchschnittlicher Anteil von etwa 30 % davon ist aktiv, so dass rund 1.100 Mitglieder regelmäßig am Gemeindeleben teilnehmen. Das Hauptverbreitungsgebiet ist das Rhein- und Vogtland sowie Sachsen. In Nord- und Süddeutschland bestehen Diasporagemeinden.

## Geschichte

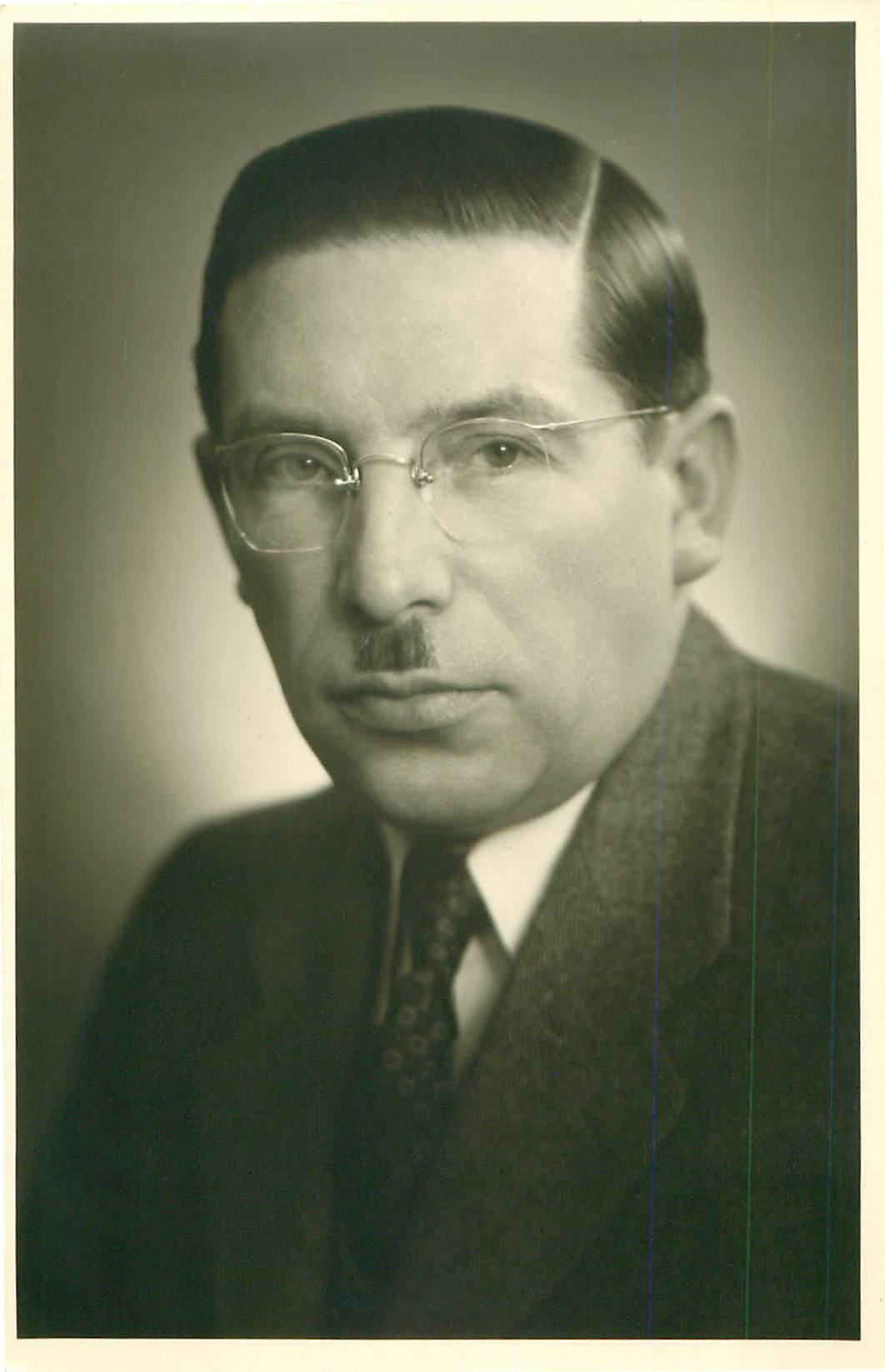
Peter Kuhlen

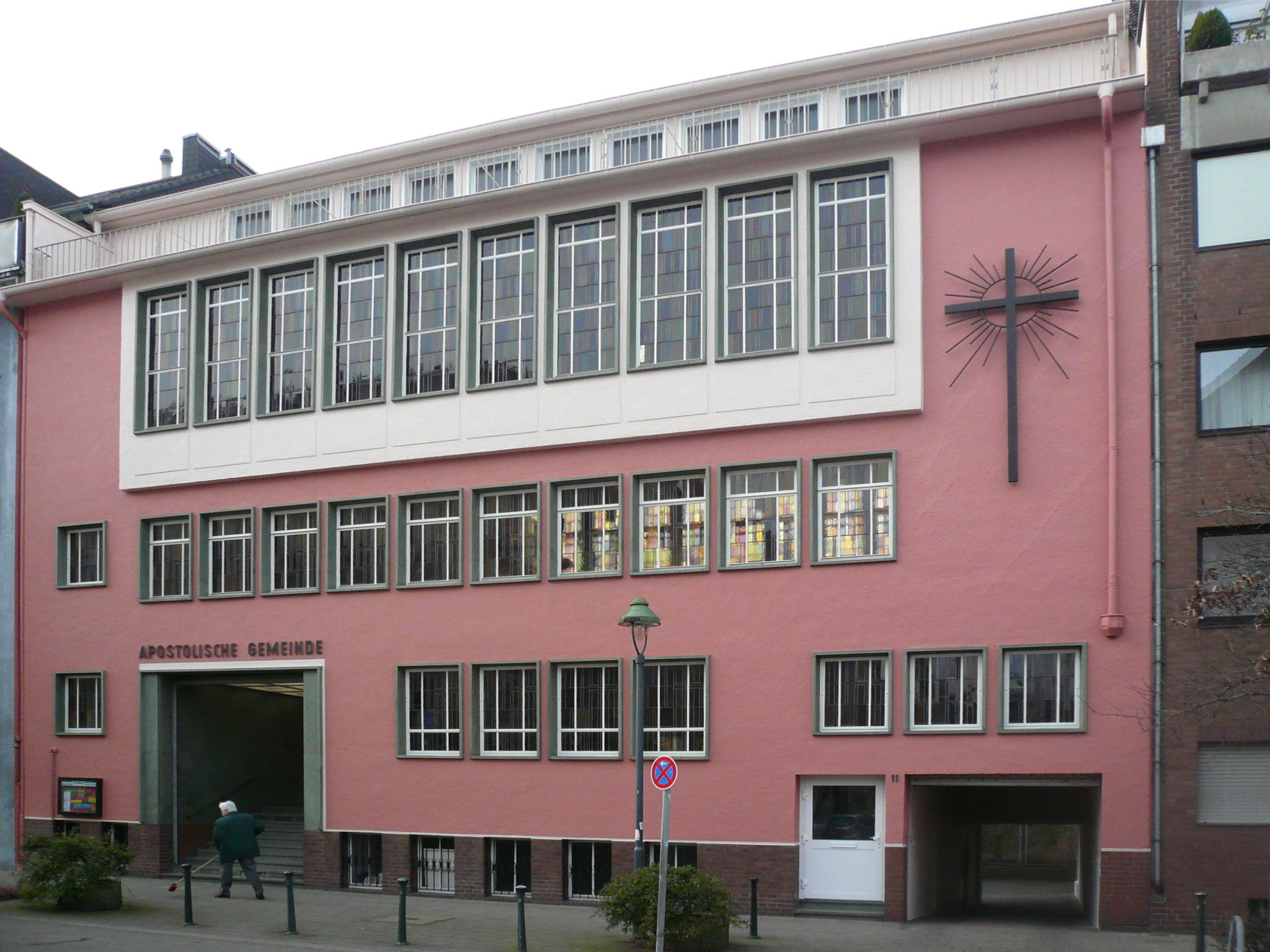
Gemeinde Düsseldorf-Mitte

Für die Spaltungen der Neuapostolischen Kirche in den Jahren 1954 in der Schweiz und 1955 in Westdeutschland war die Ende 1951 verkündigte Lehre des damals amtierenden Stammapostels Johann Gottfried Bischoff ausschlaggebend, dass er nicht sterben werde, bevor Jesus komme und die Auserwählten zu sich nähme (die sogenannte erste Auferstehung). Diese Lehre ist in apostolischen Kreisen als Botschaft bekannt. 1954 wurde sie zum Dogma erhoben. Wer von den Amtsträgern, vor allem von den Aposteln, dieses nicht verkündete, wurde seines Amtes enthoben und aus der Neuapostolischen Kirche ausgeschlossen. Der ranghöchste Ausschluss betraf den rheinländischen Bezirksapostel Peter Kuhlen und seine beiden Mitapostel Siegfried Dehmel (Oberhausen) und Ernst Dunkmann (Düren). Mit den sie unterstützenden Bischöfen und Ältesten gründeten die drei Apostel einen Tag nach dem Frankfurter Ausschluss am 25. Januar 1955 in Düsseldorf die Apostolische Gemeinschaft. Ihnen schlossen sich ca. 10.000 Mitglieder an. Stammapostel Bischoff starb 1960, ohne dass es in der Folgezeit zu einer Rehabilitation der ausgeschlossenen Amtsträger gekommen wäre. Erst 2005 gab es zwischen der schweizerischen Schwesterkirche Vereinigung Apostolischer Christen und der NAK eine gemeinsame Stellungnahme und Entschuldigung für die Ereignisse der 1950er Jahre. 2014 erfolgte dann eine „Versöhnungserklärung“ mit der westdeutschen Kirche und 2017 mit den ostdeutschen Gemeinden.
1994 schlossen sich der Reformiert-Apostolische Gemeindebund, 1921 von Apostel Carl August Brückner gegründet, und die Apostolische Gemeinschaft e. V. zur Apostolischen Gemeinschaft e. V. zusammen. Beide waren vorher Schwesterkirchen in der VAG (siehe unten). Durch die deutsche Wiedervereinigung bestand kein Grund mehr zur Aufrechterhaltung zweier Gemeinschaften in Deutschland.

## Struktur und Gliederung
Die Apostolische Gemeinschaft besteht seit dem 1. Januar 2019 aus den örtlichen Gemeinden, die in drei Regionalkonferenzen (Nord, West, Südost) zusammengefasst sind und der zentralen Verwaltung als übergeordneter Einheit. Die Gemeinden sollen künftig selbständig arbeiten und ihre Belange möglichst weitgehend autark regeln. Die Verwaltung gibt dazu die finanziellen Mittel und Unterstützung durch die Ressorts (wie Öffentlichkeitsarbeit, Kultur, Ökumene etc.). Die bisherigen 10 Bezirke, die im Bundesgebiet bestanden, wurden aufgelöst.
Die Kirchenleitung (2020 aus drei Aposteln und zwei Bischöfen/Bischöfinnen bestehend) ist für alle Gemeinden im Bundesgebiet zuständig, eine regionale Zuständigkeit einzelner Kirchenleitungsmitglieder gibt es nicht mehr. Übergangsweise sind noch Mitglieder der Kirchenleitung für die Regionalkonferenzen zuständig. Diese sollen der Koordination und Absprache sowie Zusammenarbeit der Gemeinden in einer räumlichen Nähe dienen. In ihnen sind i. d. R. die Gemeindeleiter vertreten, die sich regelmäßig zwecks Abstimmung präsent oder virtuell treffen.
Zur besseren Erfüllung der anliegenden Aufgaben wurden sieben Ressorts eingerichtet: Finanzen, Gebäude/Technik/Inventar, Kultur, Mission/Evangelisation/Schulung, Öffentlichkeitsarbeit, Ökumene, Strategie. Auf diese Art soll Fachkompetenz gebündelt werden. In den Ressorts arbeiten neben den Verantwortlichen (i. d. R. die bisherigen (Bezirks-)Ältesten, Bischöfe oder Apostel) auch Laien und Ordinierte aus den Gemeinden mit.
Die Apostel, Bischöfe und Ältesten zusammen bilden den Vorstand der Gemeinschaft. Die Delegiertenversammlung beschließt Satzungsänderungen, nimmt den Jahresbericht der Geschäftsleitung entgegen und erteilt ihr Entlastung. Die Delegierten werden alle fünf Jahre von den Mitgliedern gewählt, zuletzt 2017. Dabei wurden pro Bezirk für je angefangene 300 Mitglieder ein Delegierter gewählt. Nach einer Bezirksauflösung 2019 musste ein neuer Wahlmodus gefunden werden, der in der Errichtung von sieben Wahlkreisen endete. Ein Wahlkreis umfasst mindestens 200 Mitglieder, für je 300 angefangene Mitglieder wird ein Delegierter gewählt. Ordentliche Delegiertenversammlungen finden einmal jährlich, i. d. R. im November, statt. Die Delegiertenversammlung setzt sich zusammen aus dem Vorstand, den in den Mitgliederversammlungen gewählten Delegierten sowie dem vom Vorstand berufenen Jugendsekretär und dem Vertretern des Jugendverbandes Rheinland.

## Frühere Struktur
Nach der Gründung der Kirche im Januar 1955 waren die örtlichen Gemeinden in Bezirken organisiert, die i. d. R. von einem Ältesten oder Bischof geleitet wurden. Anfangs waren diese im Rheinland mit den Bezirken der Neuapostolischen Kirche (NAK), aus der sie entstanden, identisch. Auch die Gemeindestandorte wurden, soweit es einige Mitglieder gab, analog zur NAK übernommen.

## Theologie und Lehre
Die Theologie der Apostolischen Gemeinschaft entsprach ursprünglich der der Neuapostolischen Kirche.
Neben strukturellen Veränderungen wurden in der Gemeinschaft insbesondere seit den 1970er Jahren wesentliche Neuorientierungen und Reformen in theologischen Fragen vorgenommen, besonders im Kirchen-, Amts- und Sakramentsverständnis. In der ersten Phase stand die Loslösung von spezifisch neuapostolischen Vorstellungen, insbesondere zum Amtsverständnis im Vordergrund, in einer zweiten Phase – ab Mitte der 1980er Jahre – versuchte man partiell eine Rückführung auf Vorstellungen der katholisch-apostolischen Gemeinden und der Notae ecclesiae. Ein Lehrwerk Was wir glauben in zwei Bänden (1984 und 1991) stellt die Lehre dar. Die die Sakramente betreffenden Teile sind im Juli 2005 durch eine neue Veröffentlichung ersetzt worden. Ebenso wurde als Glaubensbekenntnis das Apostolicum in seiner lutherischen Fassung eingeführt. Die ersten drei Artikel galten bereits seit 1984 in leicht veränderter Form mit dem Zusatz von drei weiteren Artikeln. Diese wurden ersatzlos gestrichen. Seit 1992 wird überdies die ökumenische Version des Vaterunser in den Gemeinden gebetet.
Die Theologie entspricht daher heute nicht mehr der der Neuapostolischen Kirche, sondern hat sich von dieser weit entfernt.

### Kirchenverständnis
Die Apostolische Gemeinschaft versteht sich als eine Teilkirche der einen, heiligen, katholischen und apostolischen Kirche. Die Mitgliedschaft wird durch einen Beitritt erklärt und ist nur von der Taufe und nicht mehr, wie früher, von der Versiegelung abhängig. Die Taufe im Namen des dreieinigen Gottes, die in anderen Kirchen vollzogen wurde, wird ohne Einschränkung anerkannt und muss nicht mehr, wie früher üblich, bestätigt werden. Die Taufe der Apostolischen Gemeinschaft wird ebenfalls von anderen Kirchen anerkannt.

### Amts- und Apostolatsverständnis
Die Apostolische Gemeinschaft kennt als leitendes Lehramt das Apostelamt. Dies wird nicht als heilsnotwendig angesehen. Diese in Freikirchen sonst nicht übliche Amtsbezeichnung erhebt keinen Anspruch auf Exklusivität, sondern bezeichnet einen von Jesus berufenen und bevollmächtigten Dienst. Gleichzeitig wird apostolische Vollmacht nicht nur für die eigene Gemeinschaft angenommen, sondern auch zugestanden, dass sie potenziell überall in der Kirche Christi vorhanden sein kann, ohne dass ein explizites Apostelamt dort existieren muss. Alle Amtsgaben haben ihre Vollmacht direkt von Jesus Christus, dem Haupt der Kirche. Auch das allgemeine Priestertum der Gläubigen wird betont. Man versteht auch Mitarbeiterschaft als ein gabenorientiertes konzentrisches Modell.
Die Frauenordination wurde 2003 beschlossen und wird seit 2004 umgesetzt. Auch die Mitarbeit und Ordination von LGBTQI+-angehörigen Mitarbeiterinnen und Mitarbeitern ist möglich und wird seit 2022 umgesetzt.

### Sakramentsverständnis
Die Apostolische Gemeinschaft kennt und feiert drei Sakramente: Taufe, Abendmahl und Versiegelung. Es sind drei unterschiedliche Bilder für das eine und vollkommene Heil Gottes.
- In der Taufe feiert sie den Bund Gottes, den er mit den Menschen macht. Die gläubige Annahme der Taufe bewirkt die Wiedergeburt aus Wasser und Geist, die Aufnahme in den neuen Bund, die Einpflanzung in den geistlichen Leib Christi. Die Taufe von Kindern geschieht aufgrund des Willens und des Glaubensbekenntnisses der Eltern. Es wird unter fließendem Wasser im Namen des dreieinigen Gottes getauft.

- Im Abendmahl feiert sie die Erlösung von Sünden und Versöhnung mit Gott. Es ist ein Gedächtnismahl an das Opfer Jesu Christi, eine Tisch- und Lebensgemeinschaft mit dem gegenwärtigen Herrn und ein Ausblick in die Zukunft.

- In der Versiegelung feiert sie den Heiligen Geist, der zu Pfingsten ausgegossen wurde. Durch diesen Geist handelt Gott am Menschen, in dem er ihn befähigt, Christus als seinen Herrn zu erkennen und im Glauben zu wachsen. Sie wird offiziell seit 2005 nicht mehr an Kindern durchgeführt, sondern wie die evangelische Konfirmation im jugendlichen Alter. Außerdem ist sie – ein Novum in apostolischen Gemeinden – nicht mehr an das Apostelamt gebunden.

Im Alter von etwa 14 Jahren werden die jungen Gläubigen, nach einem zweijährigen Konfirmandenunterricht, konfirmiert und übernehmen damit eigenverantwortlich das Taufgelübde ihrer Eltern. Weitere Segenshandlungen finden bei Trauung, Jubiläumshochzeiten und Trauerfeiern statt.
Die Monatszeitschrift Der Herold wurde seit 1954 herausgegeben. Zunächst war die schweizerische Vereinigung Apostolischer Christen verantwortlich, seit den 1970er Jahren liegt die Redaktion bei der Apostolischen Gemeinschaft in Düsseldorf. In den 1970er und 1980er Jahren gab es noch eine Zeitschrift namens Blickpunkt, die aber Anfang der 1990er mit dem Herold zusammengelegt wurde. Zum 1. Januar 2011 wurde der Titel Blickpunkt wiederbelebt und bezeichnete zunächst ein zweimonatliches, farbiges Magazin im DIN-A4-Format, das den Herold ersetzte. Seit 2018 wird die Zeitschrift unter diesem Namen als kostenloser Rückblick und Jahresausgabe herausgegeben.

## Ämter
Die Apostolische Gemeinschaft kennt folgende Ämter:
Apostel, Bischof, Ältester, Evangelist, Hirte, Gemeindeältester und Diakon.
Eine strenge Hierarchie gibt es nicht, wohl aber ein unterschiedliches Maß an Verantwortung. Die Frauenordination ist seit 2004 in allen Bezirken möglich. Diakoninnen gab es in den reformiert-apostolischen Apostelbezirken schon vor 1955, jedoch gab es durch den westdeutschen Einfluss nach 1955 keine weiteren Ordinationen. Derzeit wirken in fast allen Gemeinden Frauen in unterschiedlichen Diensten (Diakonin, Priesterin, Gemeindeälteste, Bischöfin). Im Frühjahr 2004 wurden im Bezirk Wesel drei Frauen zu Diakoninnen für die Gemeinden Borken und Voerde ordiniert, im Neujahrsgottesdienst 2005 des Bezirks Düsseldorf folgten für die Gemeinden Düsseldorf-Eller, Düsseldorf-Gerresheim und Düsseldorf-Mitte ebenfalls drei Diakoninnen. Im November erfolgte eine weitere Ordination im Bezirk Düsseldorf für die Gemeinde Düsseldorf-Benrath. Die erste Frauenordination im Apostelbezirk Köln hat am Neujahrsgottesdienst 2006 in Düren für diese Gemeinde stattgefunden. Im Vogtland und in Süddeutschland sind zwei Frauen seit 2006 ordiniert. Die Ordination im Saarland erfolgte für die Gemeinde Saarbrücken Anfang Juni 2007. Am 1. März 2009 wurde während eines Gottesdienstes in Bocholt eine weitere Diakonin für den Bezirk Wesel sowie mit Ursel Schneider (Gemeinde Borken) die erste Priesterin der Apostolischen Gemeinschaft ordiniert. Schneider gehörte zu den ersten drei Frauen, die im Frühjahr 2004 im nordrhein-westfälischen Borken zu Diakoninnen ordiniert worden waren. Mit Christine Fritzen wurde in der Gemeinde Düren am 25. Oktober 2009 eine weitere Mitarbeiterin zur Priesterin ordiniert. Am 14. Juni 2015 wurde mit Elke Heckmann aus Greiz die erste Frau in den Ältestendienst und somit in den Vorstand eingesetzt. Sie wurde am 19. Februar 2017 zur ersten Bischöfin ordiniert. Die Mitarbeit in der Gemeinschaft erfolgt in der Regel ehrenamtlich. Lediglich die Apostel sind normalerweise angestellt und werden in Anlehnung an den Bundes-Angestelltentarifvertrag bezahlt. Außerdem arbeiten in der Verwaltung zwei Mitarbeiter als Angestellte.
Die Ordination von Mitarbeitern erfolgt unter dem Gesichtspunkt der Gabenorientierung. Die Leitung der Gemeinden obliegt meist einem vom Apostel eingesetzten Gemeindeleiter bzw. einer Gemeindeleiterin. In den letzten Jahren haben sich vielerorts zur Unterstützung der Gemeindeleiter Gemeindeleitungskreise mit unterschiedlichen Aufgaben- und Verantwortungsschwerpunkten gebildet. Auch gibt es Gemeinden, wo mangels Gemeindeleiter ein Lenkungs- oder Leitungskreis vorübergehend die Leitung kollektiv ausübt.
2016 wurden der Dienst und Begriff der Priester neu definiert. Da die Bibel in den Briefen des Neuen Testaments von Ältesten der Gemeinde spricht und auch im Abendmahlssakrament keine Opferung stattfindet, wurde beschlossen, künftig auf den Begriff Priester zu verzichten und stattdessen von (Gemeinde-)Ältesten zu reden. Seit Ende 2016 werden daher keine neuen Priester mehr ordiniert, sondern nur noch Gemeindeälteste.

## Liturgie

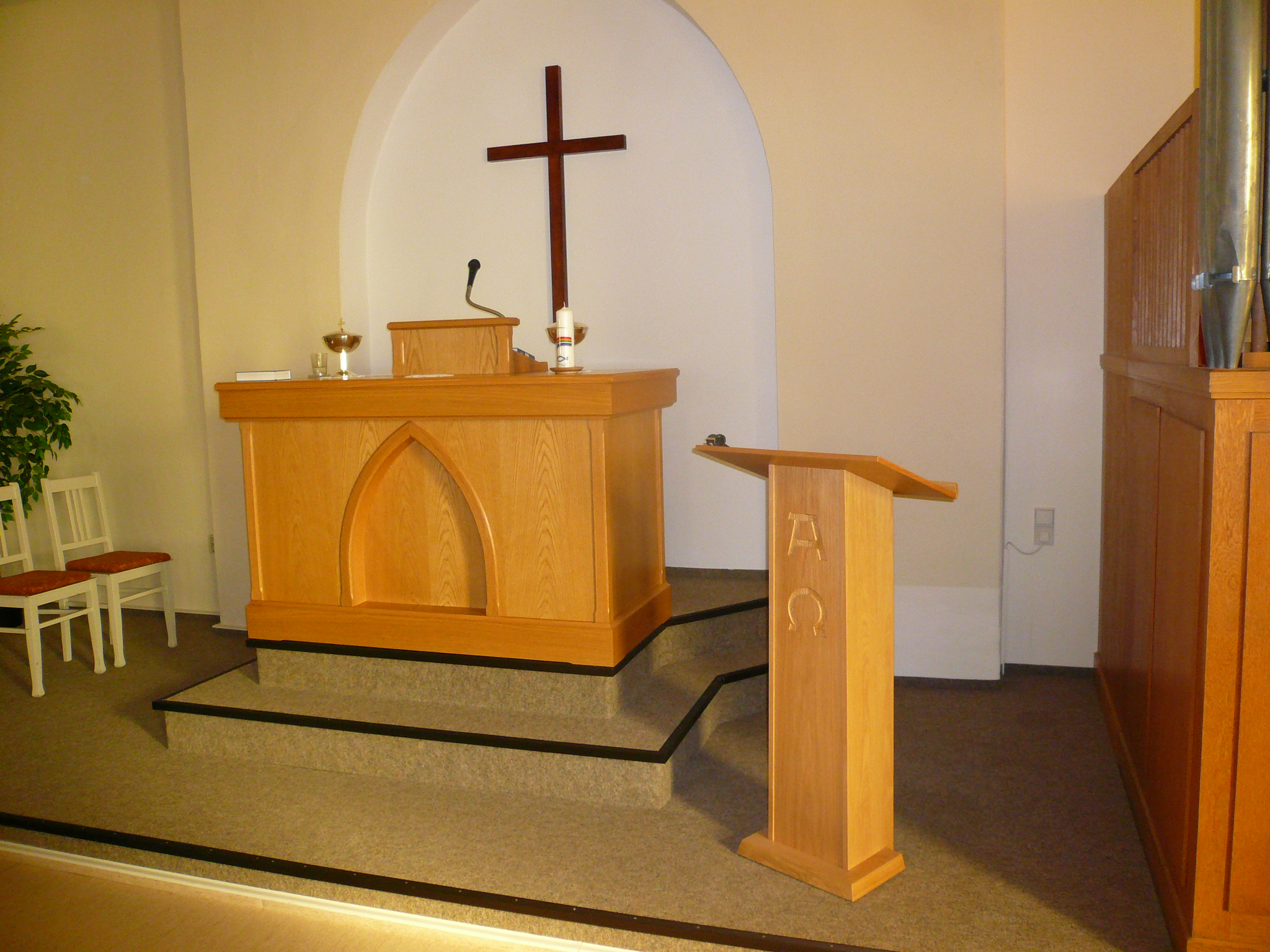
Altar und Lesepult in der Gemeinde Greiz

Die Apostolische Gemeinschaft hat eine einfache Liturgie. Es gibt eine feste Struktur, die stark an landeskirchliche Gottesdienste erinnert. Seit der Liturgieüberarbeitung und der Einführung der Gemeinde- und Gottesdienstordnung gilt ab Januar 2012, dass der Gottesdienst feste, optionale und variable Teile hat bzw. haben kann. In fast allen Gemeinden findet ein Sonntagmorgengottesdienst mit Abendmahl statt, in einigen Gemeinden darüber hinaus am Mittwochabend ein Gottesdienst (mit Predigt, aber ohne Abendmahl) oder eine Andacht (ohne Predigt und ohne Abendmahl). Ein normaler Sonntagsgottesdienst gliedert sich wie folgt (die 10 festen Bestandteile, die in Form, Inhalt und Position im Gottesdienst festgelegt sind, in Fettdruck):
- Anrufung
- Eingangsgebet
- Wortverlesung (Bibelwort für die Predigt)
- Anrede/Begrüßung der Gemeinde
- Chor- oder Gemeindegesang
- ggf. Mitdienen anderer Amtsträger und/oder Zeugnisdienst aus der Gemeinde
- Einführung zum Abendmahl (Kinder aus dem parallel stattfindenden Kindergottesdienst kommen mit den Betreuern zur Gemeinde hinzu)
- Buße durch Stille, Meditation, Bußgesang, Gebet
- gemeinsames Gebet der Gemeinde (Vaterunser)
- Abendmahlsfeier mit den Bestandteilen Zuspruch der Vergebung, Dankgebet, Aussonderung, Einladung und Abendmahlsgang
- Schlussgebet
- Segen und dreifach gesungenes Amen der Gemeinde
- Chor- oder Gemeindegesang
- Abkündigungen

Optionale Bestandteile, die, wenn sie verwendet werden, in Form und Inhalt vorgegeben sind, sind Lobpreis, Moderation des Gottesdienstes, Einzug der am Gottesdienst Beteiligten bei besonderen Gottesdiensten (z. B. Trauung, Konfirmation), Eingangslied, Chorgesang, Gemeindegesang, zusätzliche Textlesungen, Sprechen von Psalmen, Zeugnis, Glaubensbekenntnis sowie Abkündigungen.
Zu den variablen Teilen, die in Form, Inhalt und Position im Gottesdienst nicht fest vorgegeben sind, gehören: kreative Unterstützung der Predigt oder Lesung durch Textvortrag, Anspiel, Meditation, Musik oder Medieneinsatz, Fürbitten, Gebetsgemeinschaft, offener Altar und „lebendige Gemeinde“ (z. B. Geburtstagshinweise, persönliche Gebetsanliegen, persönliche Segnungen, Krankheitsfälle, Danksagungen und besondere Vorhaben) sowie die Bekanntgabe von Sterbefällen.
Sind an einem Sonntag mehrere Amtsträger anwesend, können einer oder mehrere nach der Hauptpredigt noch Gedanken zu dem Bibelwort ausführen. Eine bestimmte hierarchische Reihenfolge gibt es dabei nicht. Dieses „Mitdienen“ ist jedoch nicht auf ordinierte Mitarbeiter beschränkt.
Die Abendmahlsfeier findet in der Regel jeden Sonntag statt; an ihr können alle Anwesenden (also auch Gäste und Kinder) teilnehmen. Das Abendmahl wird in beiderlei Gestalt gefeiert, wobei die Hostie in Wein bzw. Saft eingetaucht wird (Intinktion). Der Abendmahlsgang wird je nach Gemeinde in Einzel- oder Reihenkommunion durchgeführt.
In zahlreichen Gemeinden gibt es teilweise seit Jahren Osterkerzen und in einigen Gemeinden ist auch ein Lesepult für die Wortlesung, Texte im Gottesdienst und die Bekanntgaben eingeführt worden.
Bis 2005 benutzte die Apostolische Gemeinschaft das 1959 herausgegebene Apostolische Gesangbuch, das 612 Lieder umfasste, die in die Rubriken Gottesdienst, Sakramente, Segenshandlungen, Das christliche Kirchenjahr und Zu besonderen Gelegenheiten gegliedert waren. Seit 2005 ist es durch ein neues Gesangbuch mit dem Titel Singt dem Herrn ersetzt. Dieses gibt es als einstimmige Gemeinde- und als vierstimmige Chorausgabe. Es umfasst 604 Lieder, die in die drei Hauptrubriken Das christliche Kirchenjahr, Die Feier des Gottesdienstes und Leben im Glauben gegliedert sind.

## Kirchengebäude
Die Gemeinschaft hält ihre Gottesdienste in eigens erbauten oder gemieteten Räumlichkeiten ab. Die ältesten Gebäude dürften die 1884 erbaute ehemalige Eben-Ezer-Methodistenkirche in Zwickau und die ehemalige Friedhofskapelle in Ulm sein. In Netzschkau und Greiz sowie in Oelsnitz gibt es Gebäude, die noch vom reformiert-apostolischen Gemeindebund zwischen 1921 und 1950 erbaut bzw. erworben wurden. Die Kirchen in Duisburg-Beeck und -Hamborn, in Düren, Düsseldorf, Essen und auch noch Köln sind Zweckbauten aus den 1960er Jahren, die noch sehr an die neuapostolischen Kirchen dieser Zeit erinnern. Zum Teil war es auch der gleiche Architekt, Franz Kupp, der die Gebäude plante und baute. Mit den Gemeinden in Emmerich, Düsseldorf-Eller, Voerde, Völklingen, Euskirchen und Uebach-Palenberg versuchte man eigene Architekturakzente zu setzen. Die Gemeinden Hamburg, Dresden und Lünen sind Fertigbaukirchen.
Die älteren Gebäude sind meist zweistöckig und haben im Erdgeschoss einen Gemeinderaum, Garderoben, Küche und Sanitäreinrichtungen und einen Jugend-/Kinderraum oder ein Ämterzimmer. Im oberen Stockwerk, meist mit Empore, befindet sich der eigentliche Gottesdienstraum. An dessen Frontseite befindet sich ein Altar, der auch gleichzeitig als Predigtstätte dient, darüber oder daneben ein schlichtes Kreuz. Meist befindet sich auch der Orgeltisch vorne. Als einzige Kirche in Westdeutschland hat die Gemeinde Düsseldorf-Mitte eine Pfeifenorgel, die 1960 von der Firma Eberhard Friedrich Walcker aus Ludwigsburg gebaut wurde. In Ostdeutschland gibt es mehrere Pfeifenorgeln, u. a. in Zwickau und Greiz. Die neueren Kirchen sind meist ebenerdig und haben neben dem in die Höhe herausragenden Kirchensaal Gemeinderäume.

Kirchengebäude
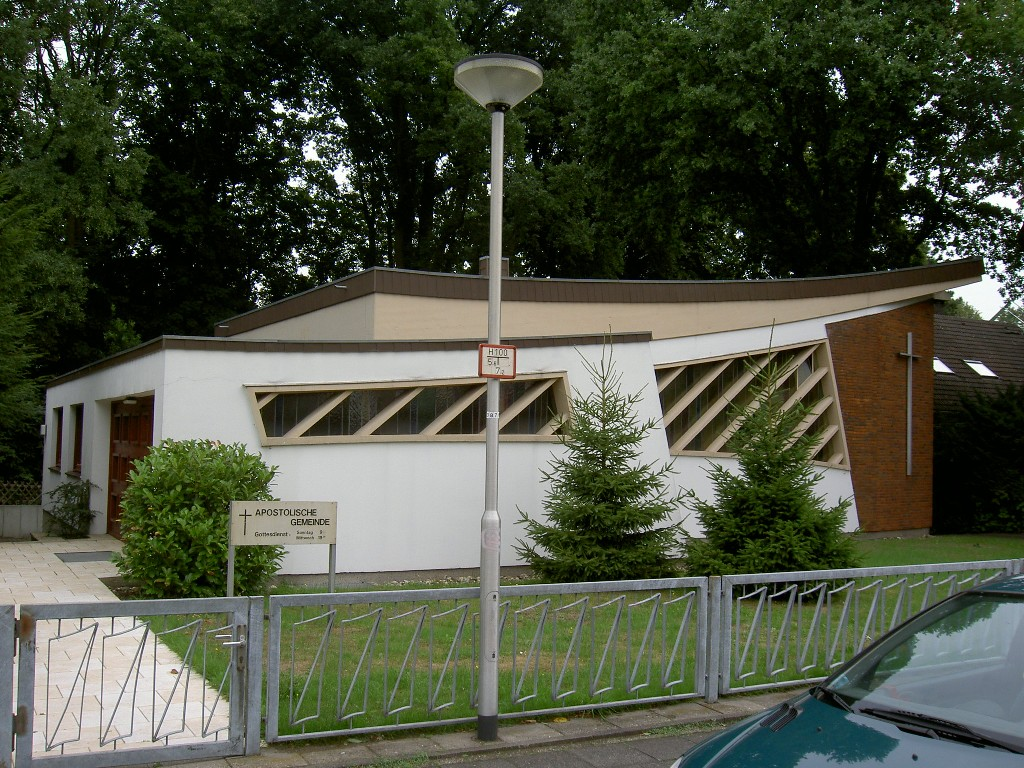
Kirche Emmerich
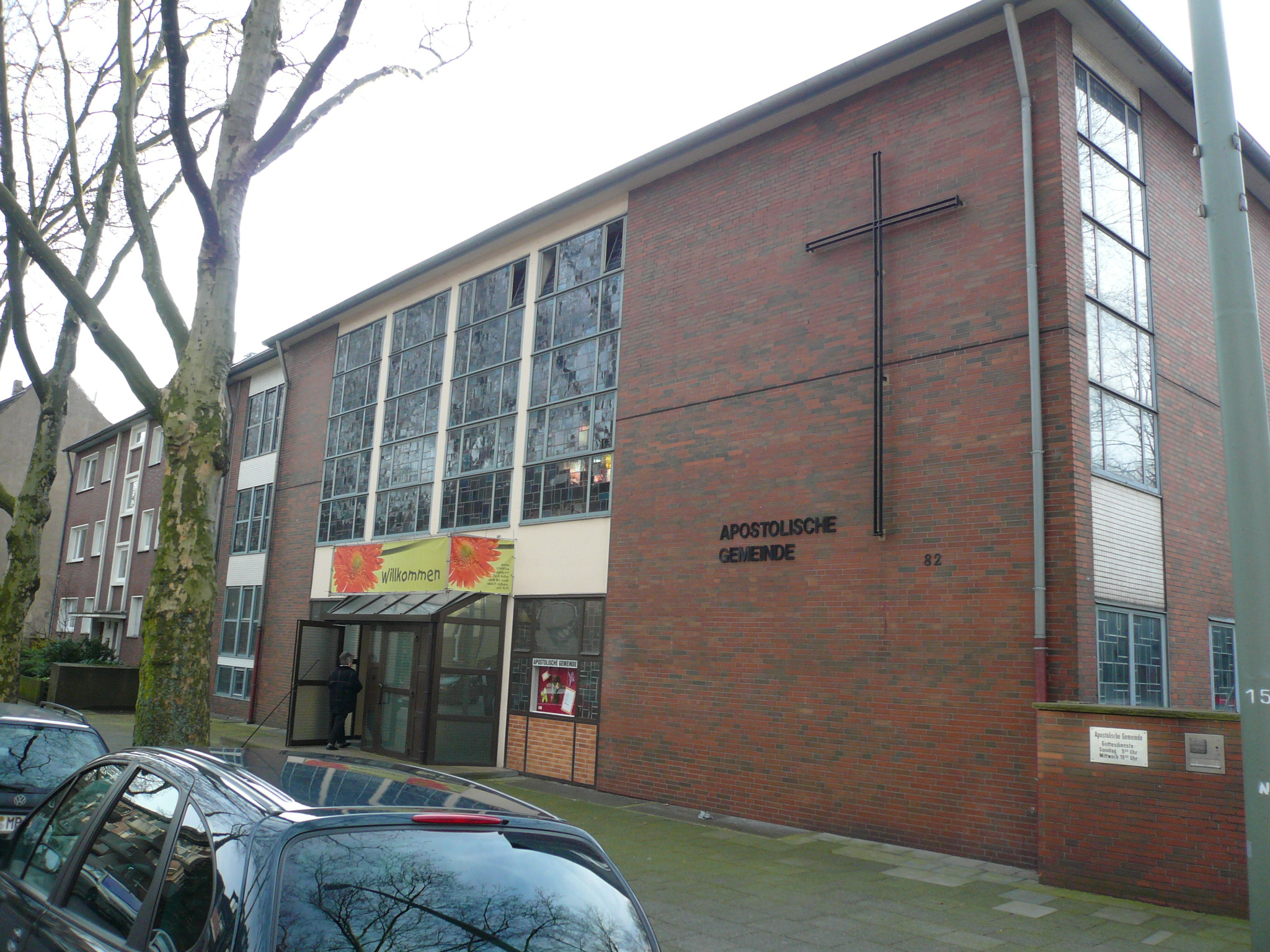
Kirche Duisburg-Hamborn
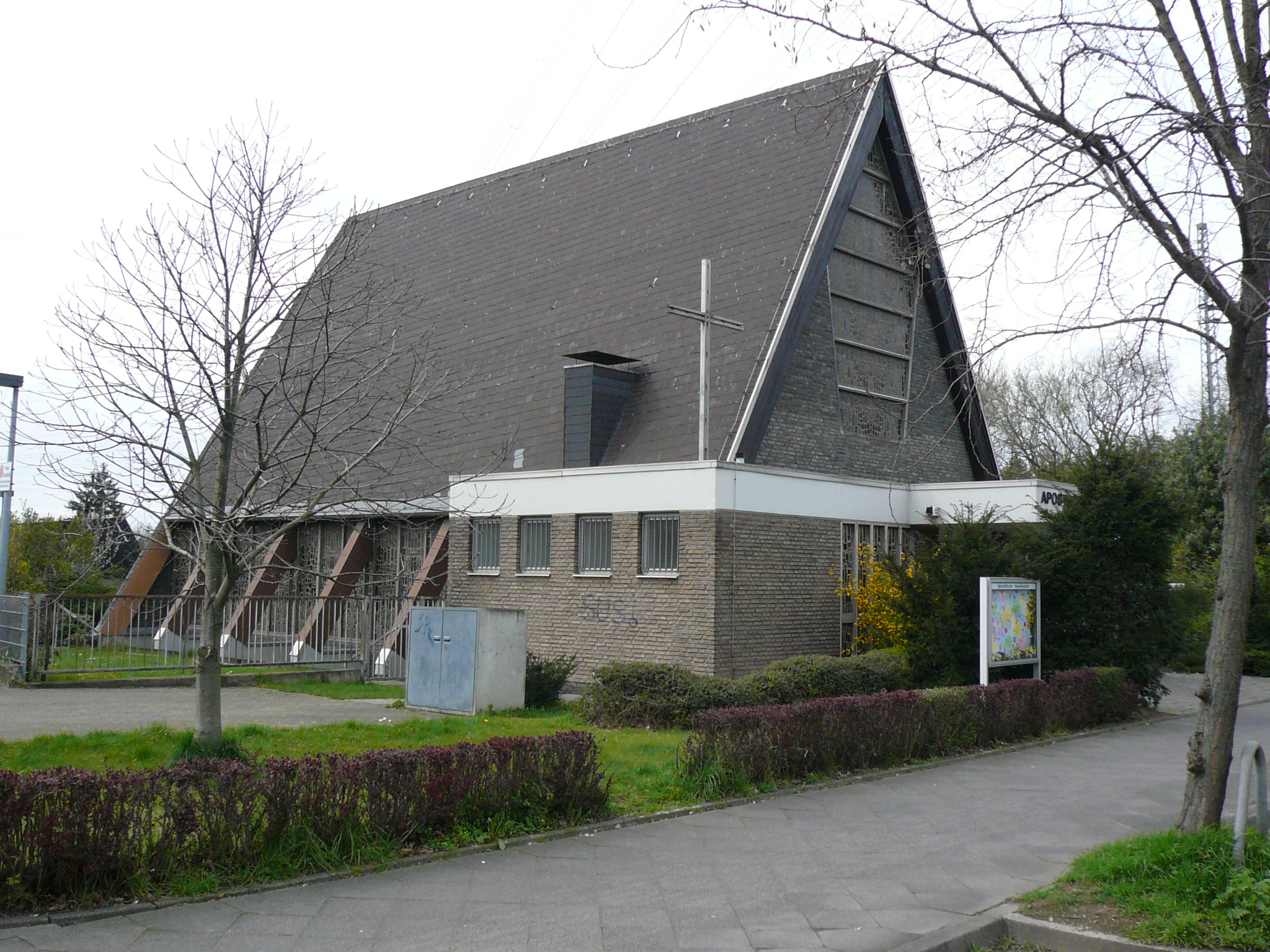
Kirche Düsseldorf-Eller
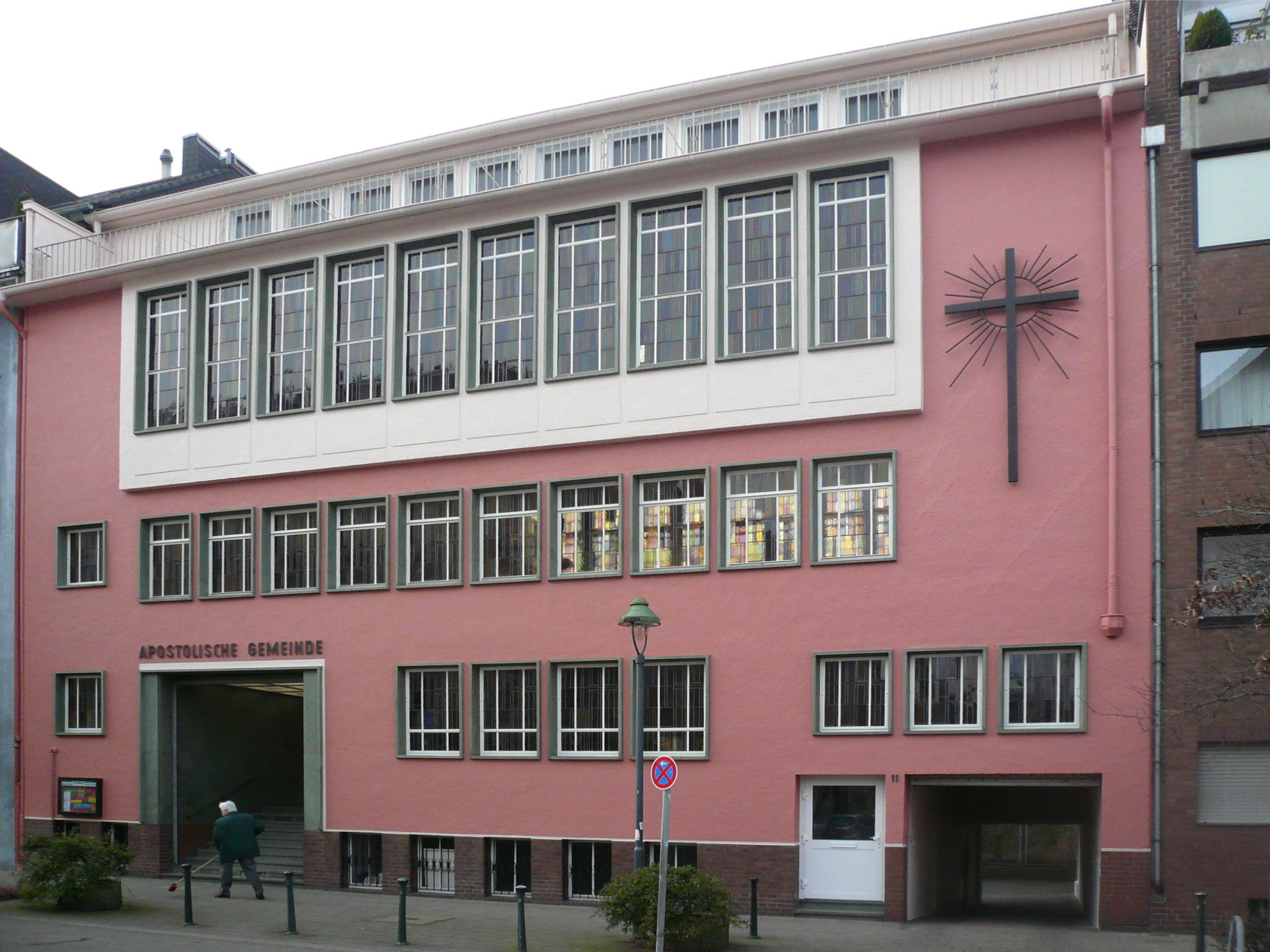
Kirche Düsseldorf-Mitte
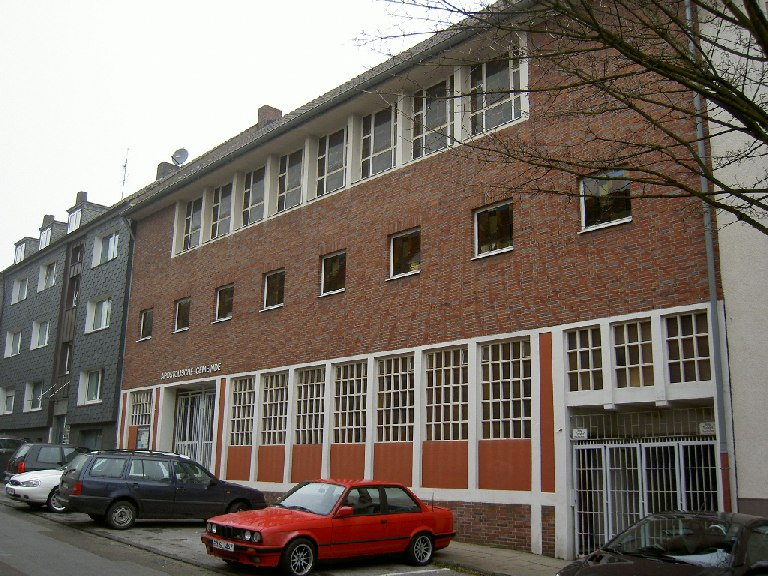
Kirche Essen-Mitte (Gemeinde geschlossen)
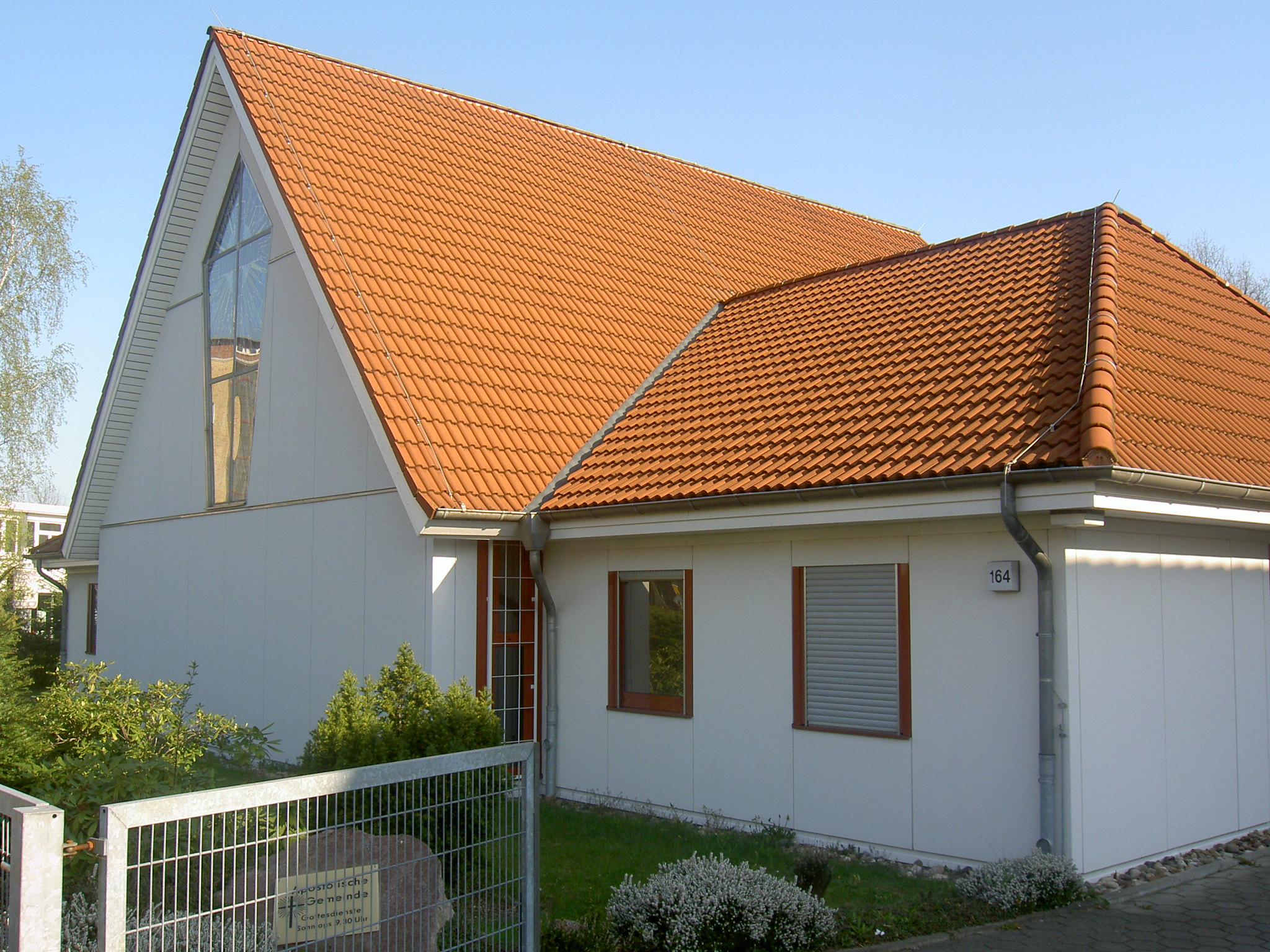
Kirche Hamburg
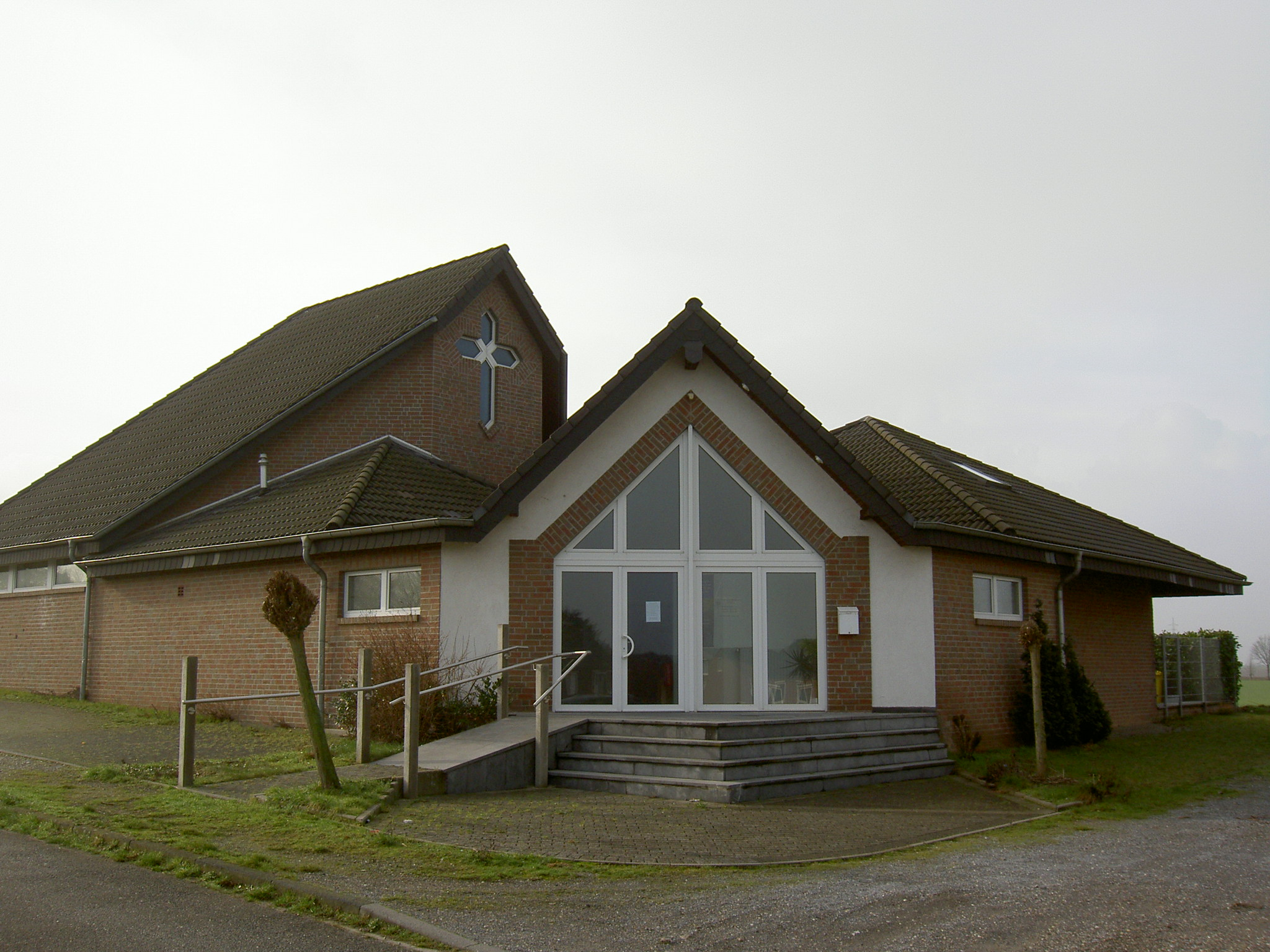
Kirche Uebach-Palenberg
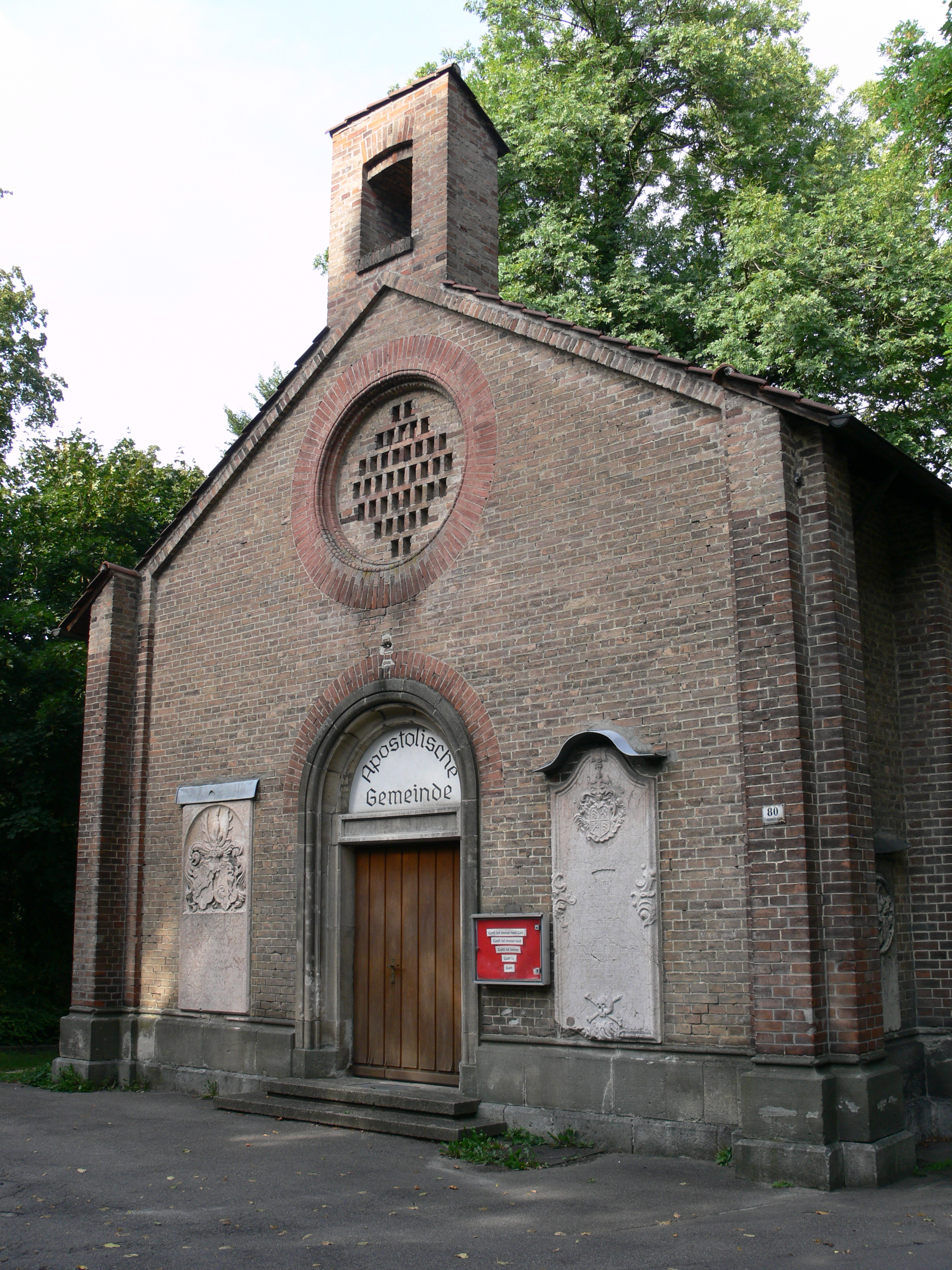
Kirche Ulm
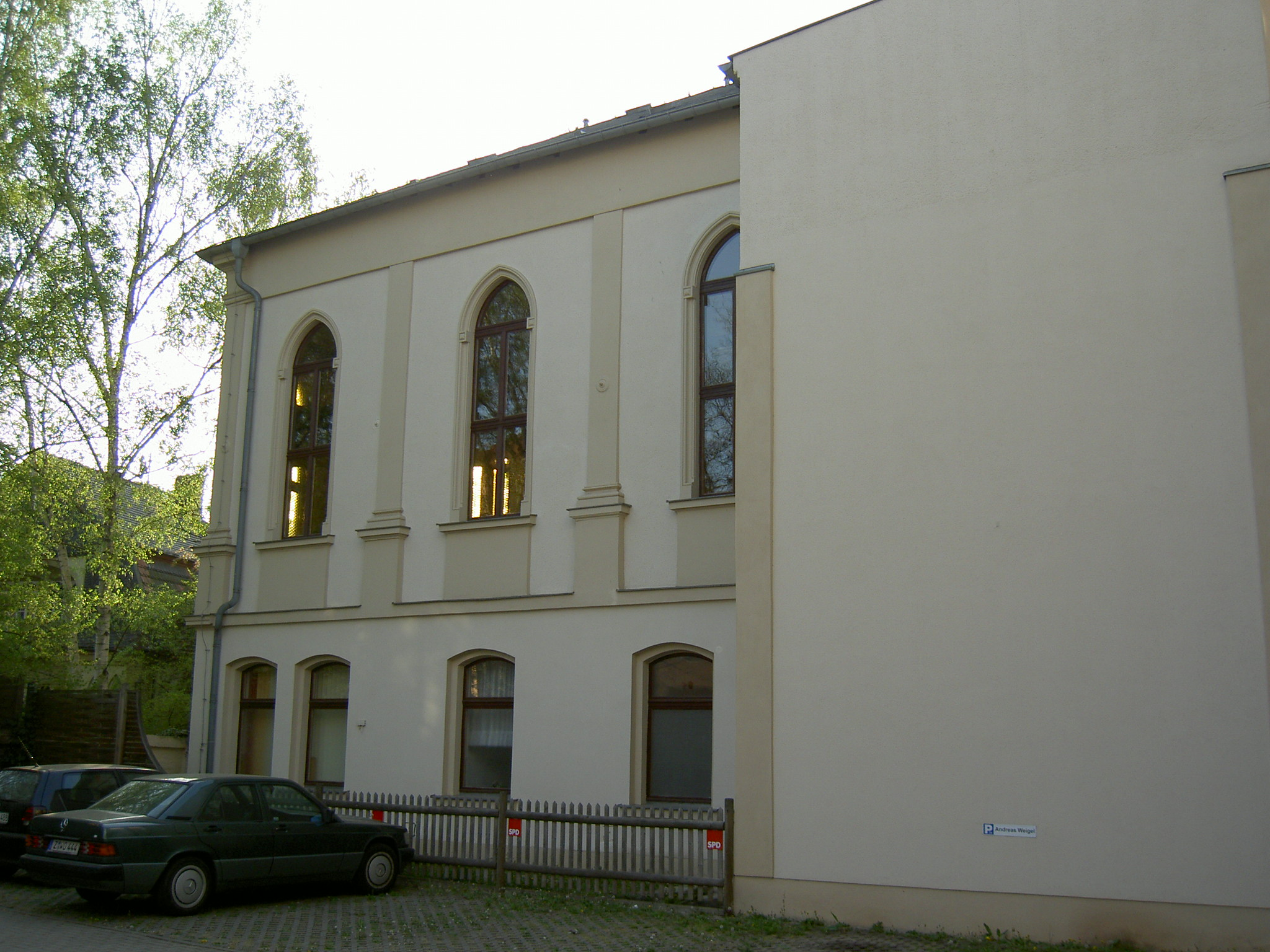
Kirche Zwickau
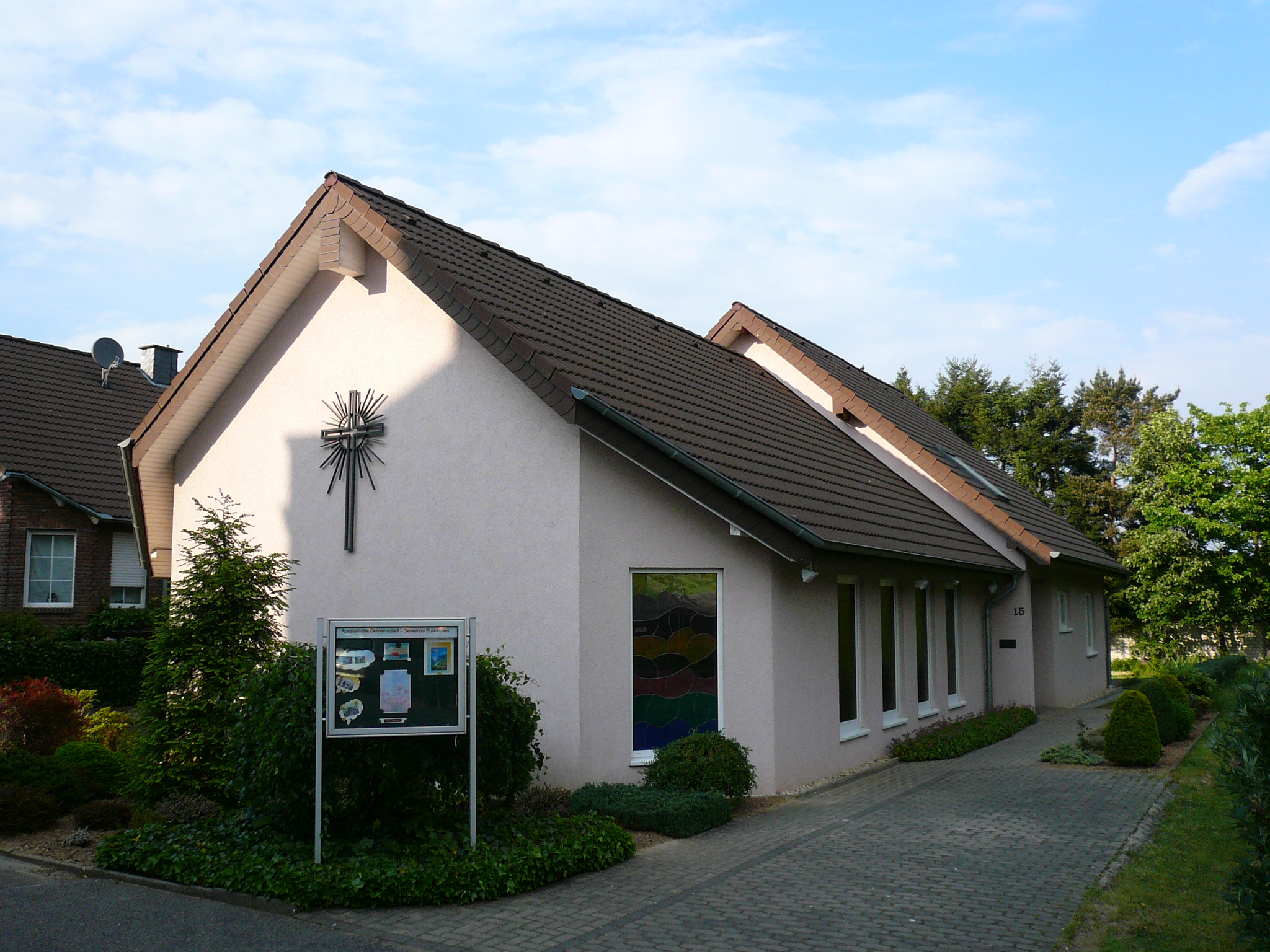
Kirche Euskirchen
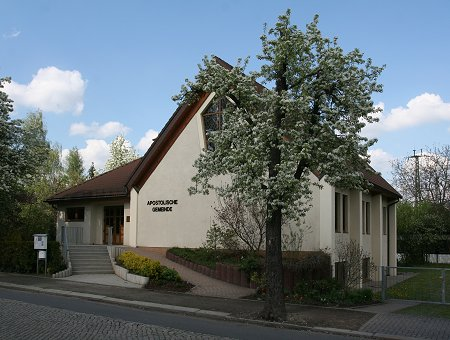
Kirche Dresden

## Internationale Zusammenarbeit
Es besteht ein internationaler Zusammenschluss der Apostel der folgenden abgespaltenen Gemeinschaften der Neuapostolischen Kirche seit 1956. Dieser heißt „Vereinigung der Apostel der Apostolischen Gemeinden“. Umgangssprachlich wird von Externen immer wieder von der Vereinigung Apostolischer Gemeinden gesprochen (VAG, auch: United Apostolic Church). Dies ist sachlich falsch. In Publikationen der vier europäischen Kirchengemeinschaften wird seit 2010 die Selbstbezeichnung „Vereinigung Apostolischer Gemeinschaften Europas“ verwendet oder bei Verlautbarungen „Vereinigung der Apostel und Bischöfe der Apostolischen Gemeinschaften Europas“:
- Apostolic Church of Queensland, Australien mit den betreuten und/oder aufgebauten Gemeinden der
  - United Apostolic Church, Indien
  - United Apostolic Church, Philippinen
  - Unity Apostles Church, Kenia
  - Unity Apostles Church, Neuseeland
  - sowie Gemeinden in Pakistan, Japan und Kanada
- Apostolic Church – Apostle Unity, Südafrika
- Apostolische Gemeinschaft, Deutschland
- Gemeente van Apostolische Christenen, Niederlande
- bis 1994: Reformiert-Apostolischer Gemeindebund, ehemals DDR
- Union des Chrétiens Apostoliques, Frankreich
- Vereinigung Apostolischer Christen, Schweiz

Unter anderem auf Grund der Einführung der 2003 erfolgten Frauenordination in Europa ist der Kontakt zu den südafrikanischen und australischen Aposteln, die diese ablehnen, eingeschränkt. Die letzte gemeinsame Apostelkonferenz fand 2005 in Deutschland statt.

## Ökumene
Lokale Gemeinden der Apostolischen Gemeinschaft sind in örtlichen Arbeitsgemeinschaften christlicher Kirchen Gast- oder Vollmitglied (z. B. Bottrop, Duisburg, Düsseldorf, Greiz, Köln, Krefeld, Langenfeld, Nürnberg, Wuppertal). Eine Aufnahme in die ACK Nordrhein-Westfalens als Gastmitglied fand im Herbst 2004 statt, die der ACK Bayern erfolgte am 15. November 2005. Ende 2007 erfolgte die Gastaufnahme in die ACK Sachsen. In allen drei Ländern sowie Sachsen-Anhalt besteht inzwischen die Vollmitgliedschaft. 2010 wurde der Antrag auf Mitgliedschaft in der Bundes-ACK gestellt, der im März 2013 bei der Mitgliedertagung der ACK in Fulda befürwortet wurde. Am 16. Dezember 2013 wurde der Gemeinschaft mitgeteilt, dass die erforderliche Mehrheit der Mitgliedskirchen erreicht sei und somit der Aufnahme nichts mehr im Wege stehe. Die Aufnahme selbst erfolgte am 27. März 2014 in einem Gottesdienst während der Frühjahrstagung in Erfurt. Bei der 256. Mitgliederversammlung der Bundes-ACK in Augsburg wurde die Apostolische Gemeinschaft am 19. März 2025 als 19. Vollmitglied aufgenommen.
Außerdem engagieren sich einzelne Bezirke und/oder Gemeinden bei ProChrist und in der Evangelischen Allianz. Im Mai 2015 erfolgte die Aufnahme als Gastmitglied in die Vereinigung Evangelischer Freikirchen, am 29. November 2022 erfolgte dann die endgültige Aufnahme als 13. Mitglied in Bad Blankenburg.
Gespräche mit der Neuapostolischen Kirche, die 2001 auf deren Initiative intensiviert wurden, wurden nach einem Informationsabend der NAK vom 4. Dezember 2007 seitens der Apostolischen Gemeinschaft abgebrochen. Dies geschah aufgrund einer offensichtlich bewusst brüskierenden Grundhaltung seitens der NAK. Es hatte eine gemeinsame Absprache zur kooperativen Erarbeitung der geschichtlichen Hintergründe beider Kirchen gegeben. Diese hatte die NAK in dem Informationsabend gebrochen und eine eigene tendenziöse und geschichtsverzerrende Darstellung gewählt. Während des Historikertreffens am 5. Februar 2007 in Hannover, an dem Vertreter der Neuapostolischen Kirche und Vertreter der Vereinigung der Apostolischen Gemeinden teilnahmen, wurden Quellen vorgelegt, die in die am 4. Dezember 2007 von der Neuapostolischen Kirche veröffentlichte Geschichtsdarstellung keinen Eingang fanden. Mittlerweile entschuldigte sich die NAK für die Art und Weise des Vortrages, nicht aber für den Inhalt. Die VAG gab im Februar 2008 eine Erklärung heraus, in der eindeutige Bedingungen für eine Wiederaufnahme der Kontakte genannt werden. Allerdings bemühte sich der Stammapostel Leber kurz vor seinem Ruhestand durch zahlreiche öffentlichkeitswirksame Versöhnungsgesten – ohne aber die eigentlichen inhaltlichen Diskussionspunkte anzuschneiden – um erneute Kontakte mit dem Ziel einer Aussöhnung. Ab Anfang März 2014 trafen sich Vertreter der NAK (Stammapostel i. R. Leber, Bezirksapostel i. R. Brinkmann und Bezirksapostel Klingler) und der AG (Apostel Groß und Bischof Hykes) zu Gesprächen in Dortmund. Am 29. November 2014 fand in Düsseldorf eine Feierstunde mit der Veröffentlichung einer Erklärung zur Versöhnung zwischen beiden Kirchen statt. Ab April 2016 wurde auch die Trennungsgeschichte des Reformiert-apostolischen Gemeindebundes von 1921 gemeinsam aufgearbeitet. Dies führte am 11. März 2017 zu einer zweiten Versöhnungserklärung, die in Greiz unterschrieben wurde.